# Dudziarz (muzyka)

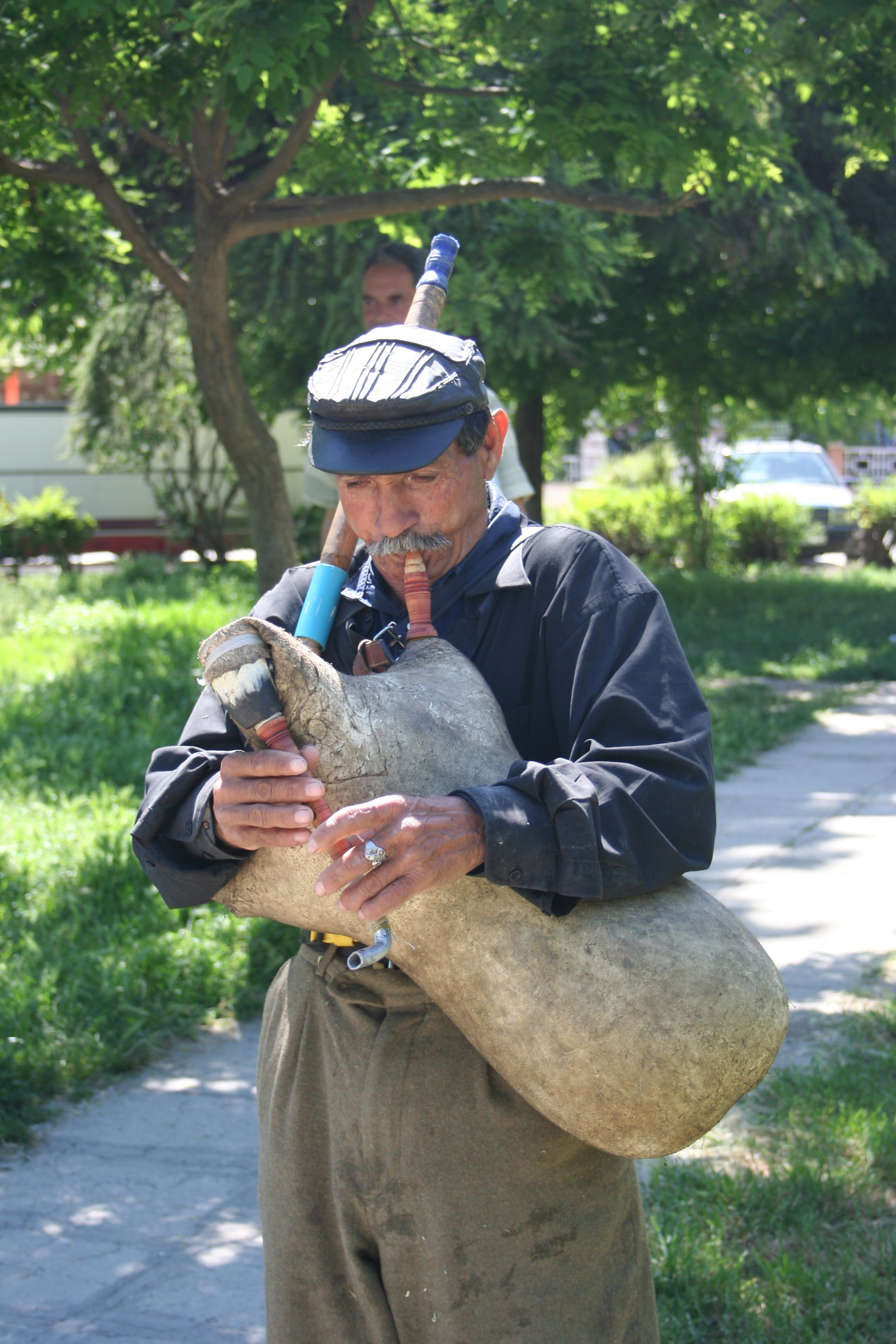
Albański dudziarz z Elbasanu

Dudziarz (niegdyś również: duda, dudarz) – muzyk grający na dudach.   
Aleksander Brückner tak opisuje powszechność tego sposobu muzykowania w dawnej Polsce: "Schłopiały szlachcic bez dud do tańca ruszyć nie mógł. Sobótce świętojańskiej przygrywali dudziarze jak i innym zabawom wiejskim (...)".
Brückner przywołuje relację Georga Philippa Telemanna, który podczas pobytu na ziemi krakowskiej w roku 1740 widział razem 36 koźlarzy grających ze 8 skrzypkami. Wzmiankuje też o zespołach dudziarzy, którzy jeszcze w okresie międzywojennym licznie zamieszkiwali w okolicach Zbąszynia. Pierwszą monografią poświęconą dudom i dudziarzom było opracowanie Jadwigi Pietruszyńskiej z 1936 roku wydane w Poznaniu. W drugiej połowie XX wieku gra na dudach stała się Polsce rzadkością.
Współcześnie, ze względu na niszowy charakter tej profesji, dudziarze w Polsce występują głównie w zespołach folklorystycznych lub etnicznych, a sama gra na dudach utożsamiana jest (częściowo niesłusznie) jako „muzyka góralska”. W krajach gdzie gra na tym instrumencie ma bogate tradycje (Szkocja, Irlandia, Galicja, Albania czy Bułgaria) dudziarze funkcjonują jako stały i żywy element kulturowy.
Muzyk grający na koźle to koźlarz (nie mylić z kobziarzem).